# 225 Henrieta
225 Henrieta (mednarodno ime 225 Henrietta) je asteroid tipa F v glavnem asteroidnem pasu. 
Pripada asteoidni družini Sibela.

## Odkritje
Asteroid je odkril avstrijski astronom Johann Palisa 19. aprila 1882 na Dunaju . Asteroid se imenuje po ženi francoskega astronoma Pierra Janssena (1824 – 1907).

## Lastnosti
Asteroid Henrieta obkroži Sonce v 6,22 letih. Njegova tirnica ima izsrednost 0,268 nagnjena pa je za 20,902° proti ekliptiki. Njegov premer je 120,49 km, okoli svoje osi se zavrti v 7,356 h .